# Rabenwald
Rabenwald — dawna gmina położona w zachodniej Austrii, w Styrii, w powiecie Hartberg. 1 stycznia 2015 została rozwiązana, a tereny jej połączono z gminami Saifen-Boden, Pöllau, Schönegg bei Pöllau oraz Sonnhofen tworząc gminę targową Pöllau.